# Gulbrokigt slåtterfly
Gulbrokigt slåtterfly (Euclidia glyphica) är en fjärilsart som beskrevs av Carl von Linné 1758. Gulbrokigt slåtterfly ingår i släktet Euclidia och familjen nattflyn. Arten är reproducerande i Sverige. Inga underarter finns listade i Catalogue of Life.

## Bildgalleri

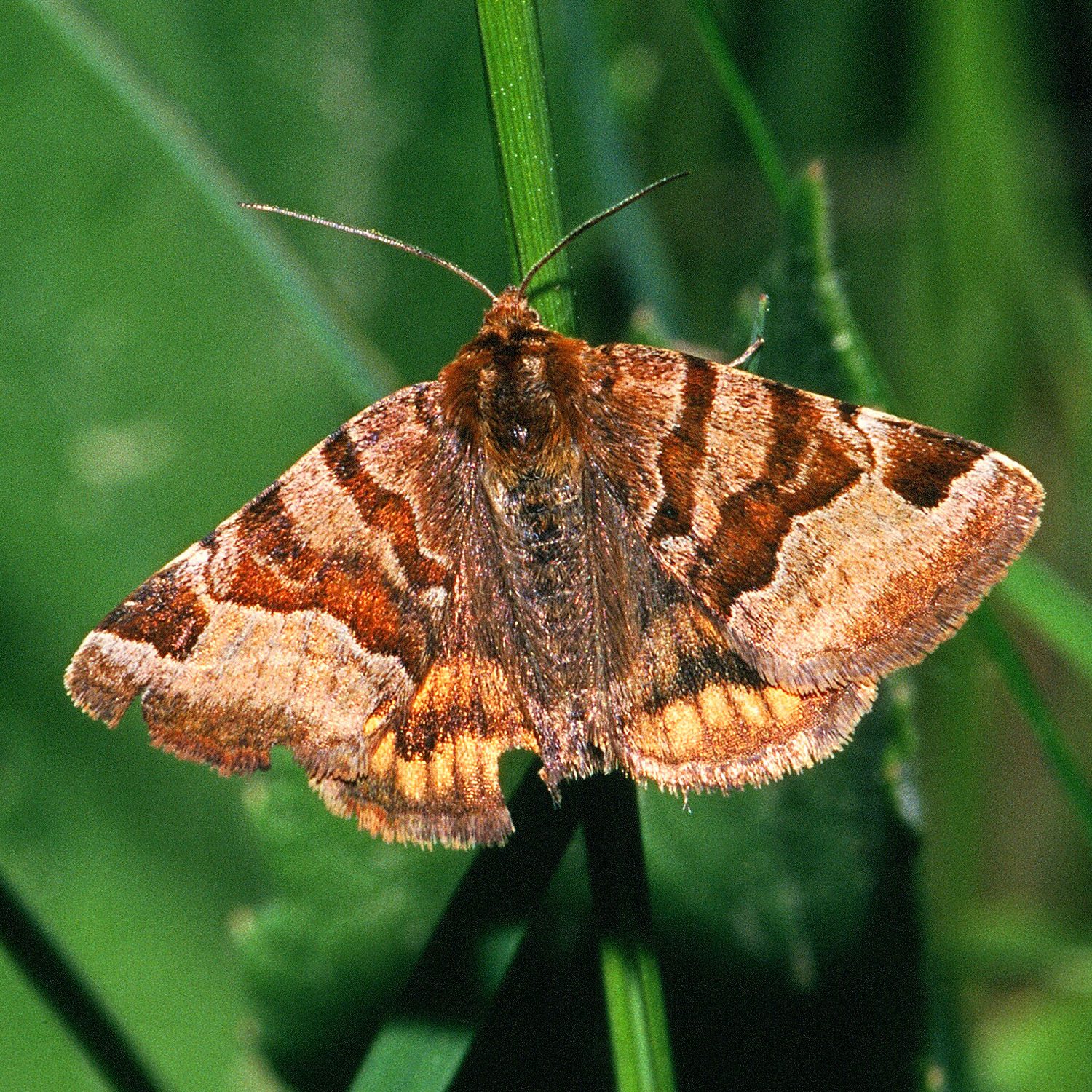
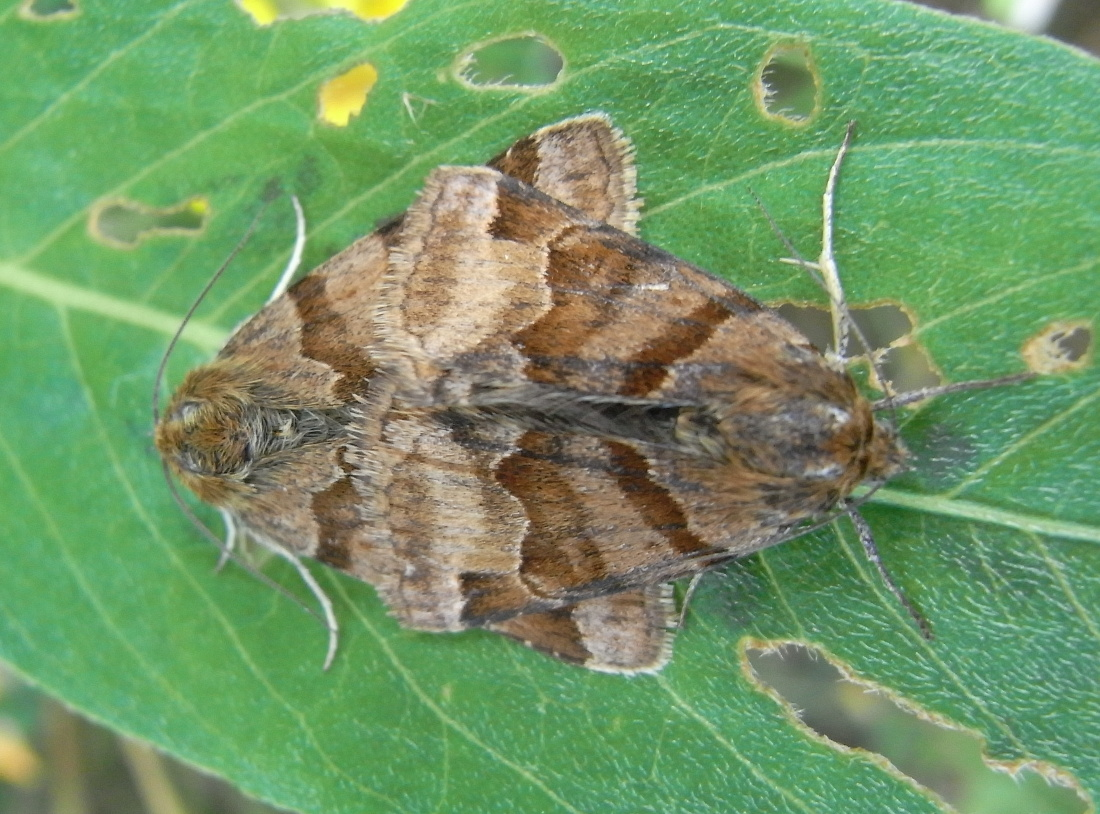
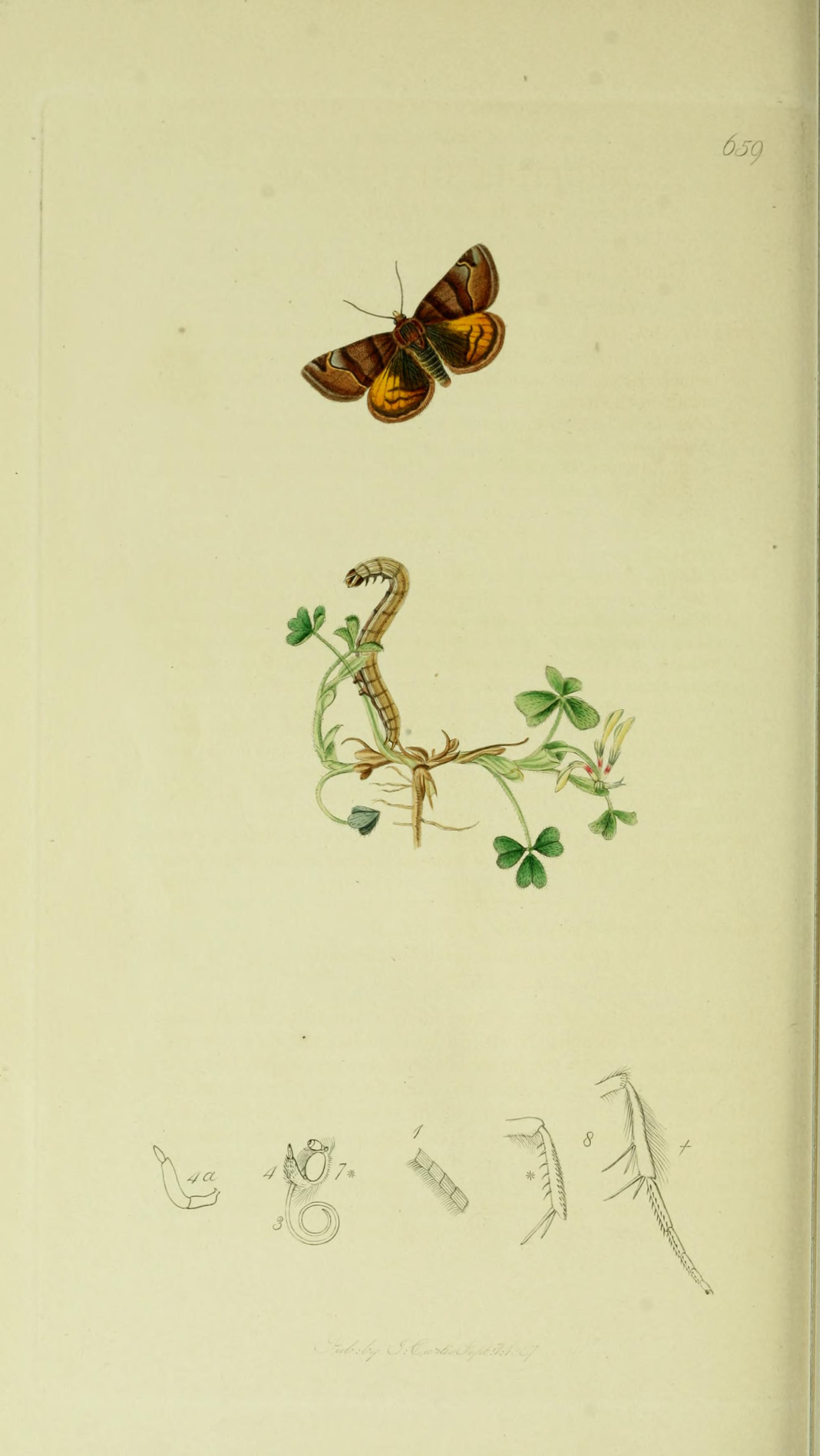